# Liste der Biografien/Will
Liste der Biografien |
Portal Biografien |
Personensuche
# |
A |
B |
C |
D |
E |
F |
G |
H |
I |
J |
K |
L |
M |
N |
O |
P |
Q |
R |
S |
T |
U |
V |
W |
X |
Y |
Z |
?
 
Wa |
Wc |
Wd |
We |
Wh |
Wi |
Wj |
Wl |
Wn |
Wo |
Wr |
Ws |
Wt |
Wu |
Ww |
Wy |
Wz
 
Wia |
Wib |
Wic |
Wid |
Wie |
Wif |
Wig |
Wih |
Wii |
Wij |
Wik |
Wil |
Wim |
Win |
Wio |
Wip |
Wir |
Wis |
Wit |
Wiv |
Wiw |
Wix |
Wiz
 
Wila |
Wilb |
Wilc |
Wild |
Wile |
Wilf |
Wilg |
Wilh |
Wili |
Wilj |
Wilk |
Will |
Wilm |
Wiln |
Wilo |
Wilp |
Wilr |
Wils |
Wilt |
Wilu |
Wilw |
Wily |
Wilz
 
Willa |
Willb |
Willc |
Willd |
Wille |
Willf |
Willg |
Willh |
Willi |
Willj |
Willk |
Willm |
Willn |
Willo |
Willr |
Wills |
Willu |
Willv |
Willw |
Willy
Die Liste der Biografien führt alle Personen auf, die in der deutschsprachigen Wikipedia einen Artikel haben. Dieses ist eine Teilliste mit 81 Einträgen von Personen, deren Namen mit den Buchstaben „Will“ beginnt.

## Will
- Will (* 1999), italienischer Popsänger
- Will, Abel, preußischer Reformator, evangelisch-lutherischer Pfarrer
- Will, Alfred (1906–1982), deutscher Grafiker und Kunstprofessor
- Will, Allie (* 1991), US-amerikanische Tennisspielerin
- Will, Anne (* 1966), deutsche Journalistin und FernsehmoderatorinAnne Will (* 1966)

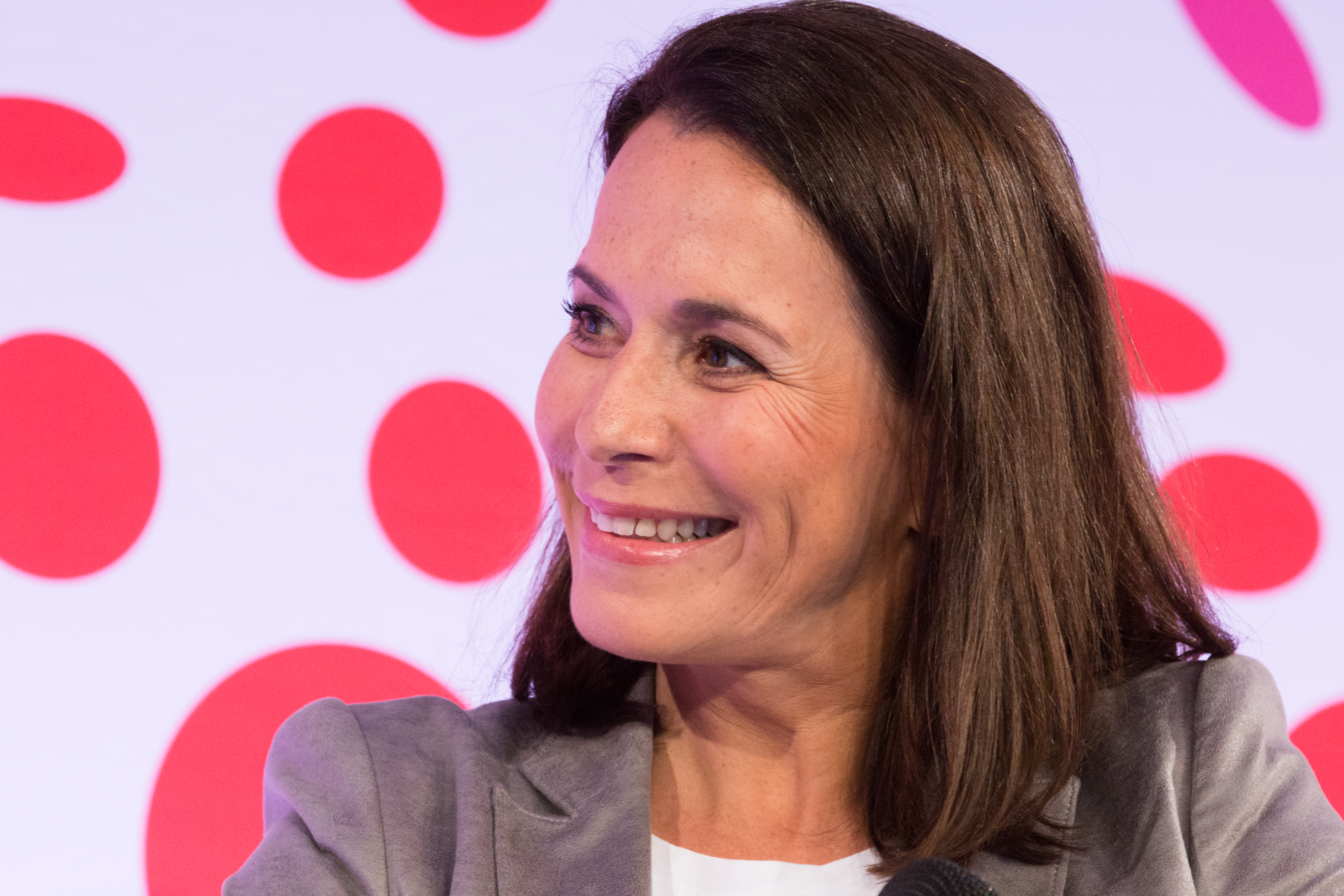
Anne Will (* 1966)

- Will, Anton (1752–1821), deutscher Veterinärmediziner
- Will, Arthur (1848–1912), deutscher Landwirt und Politiker, MdA, MdR
- Will, Bernhard (* 1959), deutscher Fußballspieler
- Will, Bob (1925–2019), US-amerikanischer Ruderer
- Will, Bradley Roland (1970–2006), US-amerikanischer Journalist, Anarchist und Indymedia-Aktivist
- Will, Christian (1927–2019), deutscher Politiker (CSU), MdL
- Will, Christiane (* 1971), deutsche Ruderin
- Will, Clifford (* 1946), kanadischer theoretischer Physiker
- Will, Cornelius (1831–1905), deutscher Archivar, Diplomatiker und Mittelalterhistoriker
- Will, Daniela (* 1989), deutsche Journalistin und Fernsehmoderatorin
- Will, David (1936–2009), schottischer Sportfunktionär, ehemaliger FIFA-Vizepräsident
- Will, David (* 1988), deutscher SpringreiterDavid Will (* 1988)

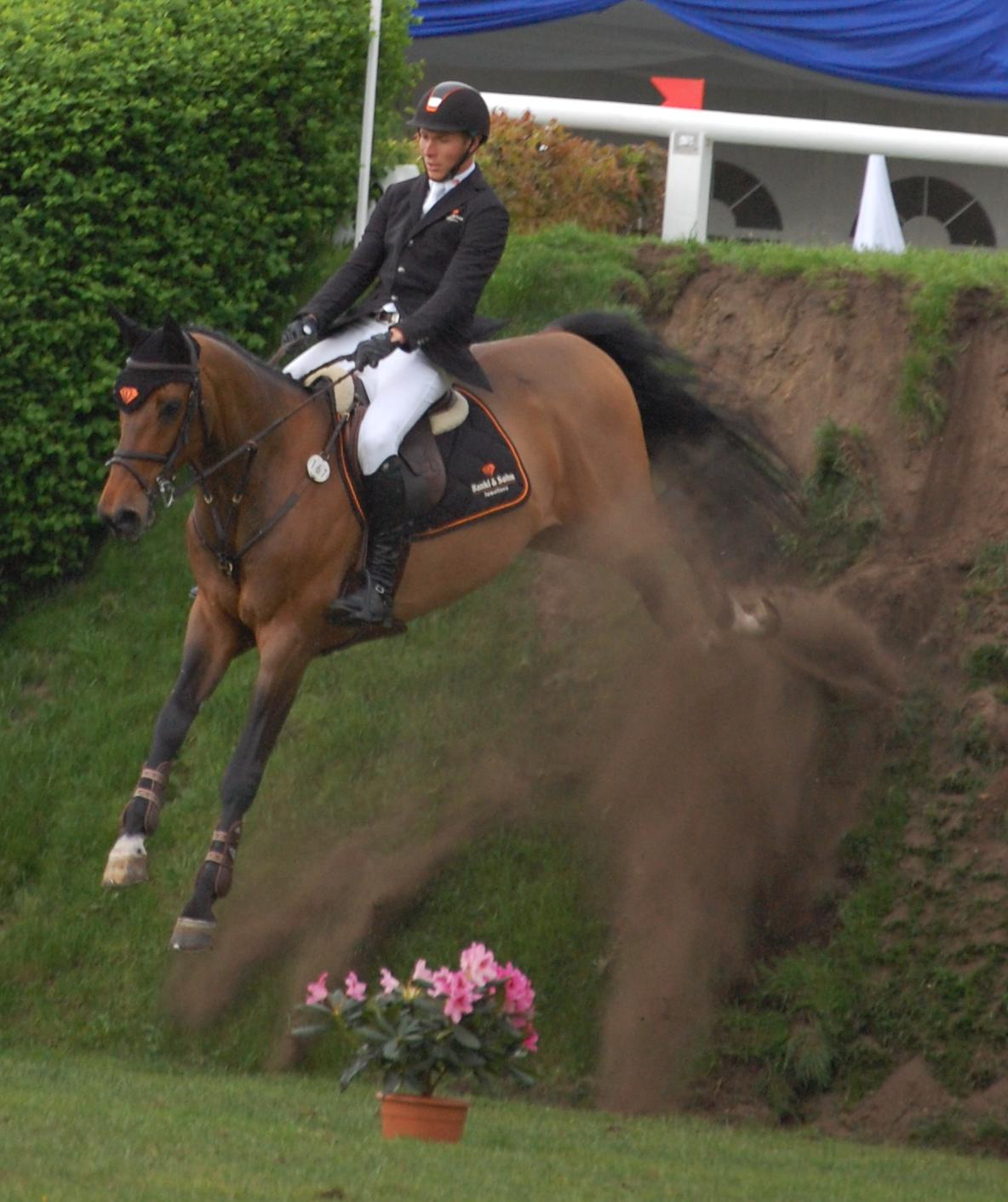
David Will (* 1988)

- Will, Diana (* 1937), britische Diskuswerferin
- Will, Dionysius (1867–1912), französisch-deutscher Geistlicher und Politiker, MdR
- Will, Eduard (1854–1927), Schweizer Politiker
- Will, Erich (* 1931), deutscher Schauspieler und Hörspielsprecher
- Will, Ernest (1913–1997), französischer Klassischer Archäologe
- Will, Ernst (1885–1950), deutscher Politiker (CDU)
- Will, Eugen Johann (* 1877), deutscher Jurist und Diplomat
- Will, Florentin (* 1991), deutscher Komiker
- Will, Frank (* 1966), deutscher Musiker und Produzent
- Will, Franz Ferdinand (1747–1814), deutscher Pfarrer und Naturforscher
- Will, Franz von (1830–1912), bayerischer Generalmajor, Ritter des Militär-Max-Joseph-Ordens
- Will, Freddy (* 1977), amerikanisch-kanadischer Schriftsteller, Philanthrop und Hip-hop-Künstler
- Will, Georg Andreas (1727–1798), deutscher Historiker, Philosoph und Hochschullehrer
- Will, Georg Hugo († 1965), deutscher Dramaturg, Kabarettsmanager, Theaterleiter, Filmkaufmann und Hotelier
- Will, George (* 1941), US-amerikanischer Journalist und Autor
- Will, Gerd Ludwig (* 1952), deutscher Politiker (SPD), MdL
- Will, Günter (1916–1999), deutscher Historiker und Offizier, zuletzt Oberst der Bundeswehr
- Will, Hans-Peter (1899–1990), deutscher Verwaltungsbeamter und Politiker (SPD), MdL, MdB
- Will, Heinrich (1808–1876), deutscher Politiker, Landtagsabgeordneter Hessen-Homburg
- Will, Heinrich (1812–1890), deutscher Chemiker
- Will, Heinrich (1895–1943), deutscher Kunstmaler
- Will, Heinrich (1926–2009), deutscher Speerwerfer
- Will, Hellmuth (1900–1982), deutscher Verwaltungsjurist, Oberbürgermeister von Königsberg
- Will, Hugo (1899–1945), deutscher römisch-katholischer Geistlicher und Märtyrer
- Will, Jay, US-amerikanischer Filmschauspieler
- Will, Johann Friedrich (1815–1868), deutscher Mediziner, Naturwissenschaftler und Zoologe
- Will, Johann Ludwig (1710–1771), deutscher evangelischer Pfarrer in der Niederlausitz
- Will, Johann Martin (1727–1806), deutscher Kupferstecher und Verleger
- Will, Josef (1895–1976), deutscher Politiker (CDU), MdL
- Will, Julian (1890–1941), Lehrer und Abgeordneter der deutschen Minderheit im polnischen Sejm
- Will, Julius (1865–1940), deutscher Schauspieler
- Will, Magnus (1867–1896), deutscher Jurist und Bürgermeister von Aschaffenburg
- Will, Martin (* 1967), deutscher Rechtswissenschaftler
- Will, Mathias (* 1965), deutscher Künstler, Autor und Filmemacher
- Will, Matthias (* 1947), deutscher Bildhauer
- Will, Michael (* 1968), deutscher Jurist, Präsident des Bayerischen Landesamtes für Datenschutzaufsicht
- Will, Nathaniel (* 1989), niederländischer Fußballspieler
- Will, Nikolai (* 1981), deutscher Schauspieler
- Will, Otto (1891–1963), deutscher Generalleutnant im Zweiten Weltkrieg
- Will, Paul (1888–1968), deutscher SS-Brigadeführer und Generalmajor der Polizei
- Will, Paul (* 1999), deutscher FußballspielerPaul Will (* 1999)

Paul Will (* 1999)

- Will, Peter (1896–1945), niederländischer Fleischbeschauer und Widerstandskämpfer gegen den Nationalsozialismus
- Will, Rainer (1954–2022), deutscher Schauspieler
- Will, Rainer (* 1979), österreichischer Handelsexperte und Autor
- Will, Renate (* 1947), deutsche Bildungspolitikerin (FDP), MdL
- Will, Robert (1910–1998), französischer Kunsthistoriker, Architekt und Archäologe aus dem Elsass
- Will, Roman (* 1992), tschechischer Eishockeytorwart
- Will, Rosemarie (* 1949), deutsche Rechtswissenschaftlerin und Hochschullehrerin
- Will, Rosemarie (1952–2024), deutsche Autorin
- Will, Rudolf (1893–1963), deutscher Politiker (FDP), MdB, MdA
- Will, Sofia (* 2000), deutsche Jazzmusikerin (Saxophon, Komposition)
- Will, Stefan (* 1959), deutscher Komponist
- Will, Steffen (* 1974), deutscher Schauspieler
- Will, Sylvia, deutsche Radrennfahrerin
- Will, Thomas (* 1951), deutscher Denkmalpfleger und Architekt
- Will, Thomas (* 1959), deutscher Politiker (SPD) und Landrat
- Will, Thomas (* 1960), deutscher Jurist, Leiter der Zentralen Stelle der Landesjustizverwaltungen zur Aufklärung nationalsozialistischer Verbrechen
- Will, Thomas (* 1966), deutscher Radrennfahrer (DDR)
- Will, Uwe (* 1941), deutscher Maler und Bildhauer
- Will, Wilhelm (1854–1919), deutscher Chemiker
- Will, Wolfgang (* 1948), deutscher Althistoriker
- Will-Feld, Waltrud (1921–2013), deutsche Politikerin (CDU), MdB
- Will-Rasing, Otto (1901–1979), deutscher Schauspieler und Theaterintendant
- will.i.am (* 1975), US-amerikanischer Rapper und Hip-Hop-ProduzentWill.i.am (* 1975)

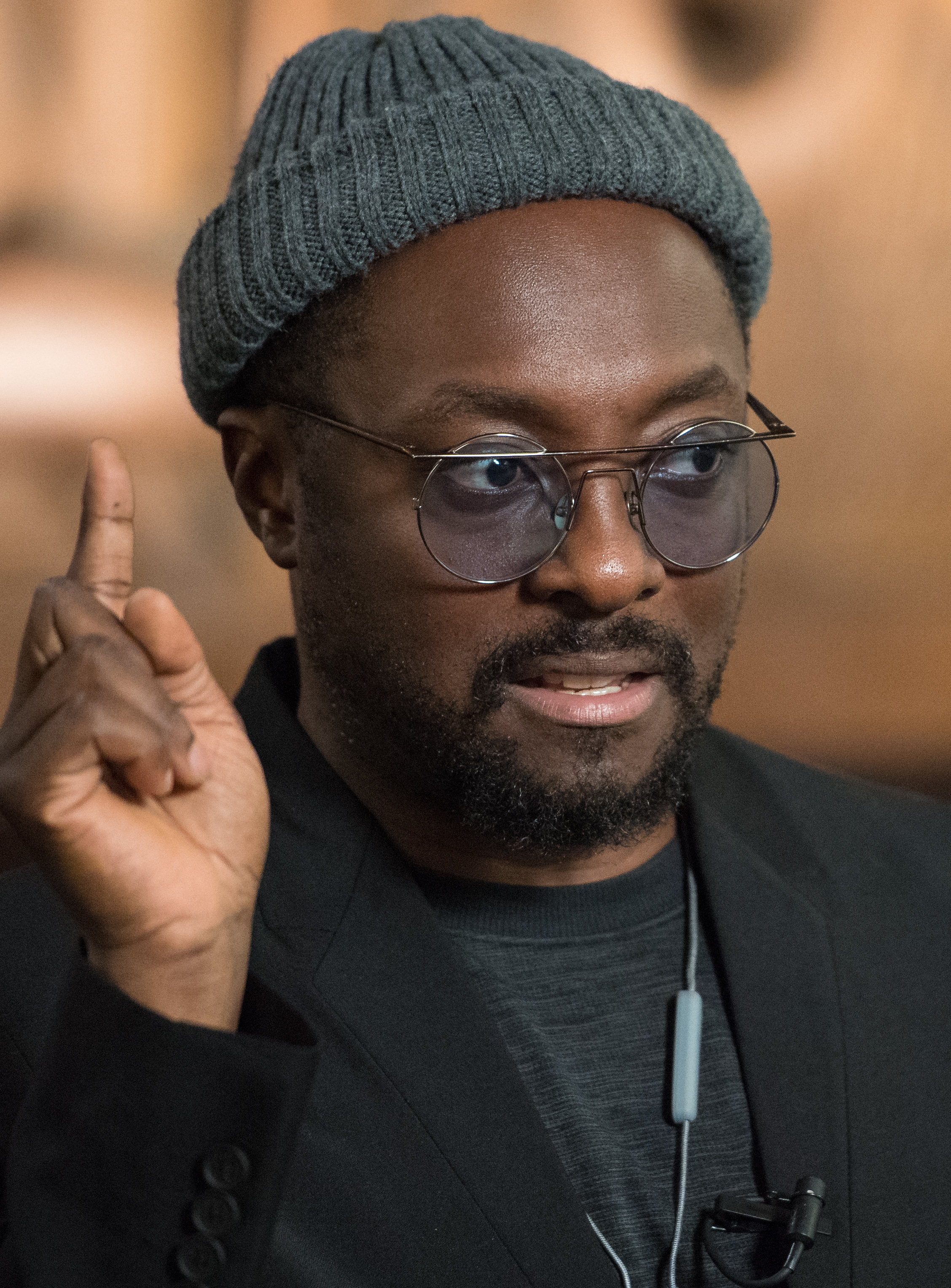
Will.i.am (* 1975)